# Jorge Cham
Jorge Cham (nacido en mayo de 1976) es un dibujante de cómic y roboticista nacido en Panamá de origen chino. Es conocido por su franja de tiras cómicas Piled Higher and Deeper (PhD Comics). Cham vive en los Estados Unidos, donde comenzó a dibujar PhD Comics como un estudiante graduado en la Universidad Stanford. Su trabajo ha sido distribuido en algunas revistas universitarias y en cuatro libros publicados.
- Datos: Q386158
- Multimedia: Jorge Cham / Q386158